# Wendemark
Wendemark là một đô thị thuộc huyện Stendal, bang Sachsen-Anhalt, Đức. Đô thị Wendemark có diện tích 19,18 km², dân số thời điểm ngày 31 tháng 12 năm 2006 là 234 người.